# KFC Leipzig
Der Kampfsport- und Fitness-Club Leipzig e. V. ist ein Sportverein aus der sächsischen Stadt Leipzig. Die Ringer des Klubs betrieben den Sport zwischen 2010 und 2014 mit dem AC Taucha in einer Wettkampfgemeinschaft. Der KFC und die WKG traten mehrere Jahre in der 1. Bundesliga an.
Neben der Ringerabteilung führt der Klub noch Abteilungen in Kung Fu, Breaking, Karate, Judo, Gymnastik und Fitness.

## Geschichte
Der KFC Leipzig wurde am 15. Dezember 1993 gegründet. Der Verein sieht sich als Nachfolger der Ringer-Abteilung des 1993 aufgelösten SC Leipzig.
2003 stiegen die Ringer des KFC in die 2. Bundesliga ab. Nach drei Jahren folgte 2006 der Wiederaufstieg in die 1. Bundesliga. Dort erreichte man gleich in der ersten Saison einen 2. Platz hinter dem 1. Luckenwalder SC in der Staffel Nordost. In der anschließenden Zwischenrunde schied Leipzig jedoch aus. Im Jahr darauf folgte in der umstrukturierten Bundesliga die Qualifikation für das Achtelfinale in der Endrunde. Nach zwei Niederlagen gegen den KSV Witten 07 schied der KFC jedoch erneut aus. 2008/09 platzierten sich die Leipziger als Siebter unter acht Mannschaften. Das Achtelfinale wurde um zwei Punkte verpasst, allerdings entging man dem Abstieg auch nur um zwei Punkte. Dieser folgte in der nächsten Saison, als man aus 18 Begegnungen nur zwei Punkte in Staffel Ost holte. Nach dem Abstieg kam es 2010 zur Bildung der Wettkampfgemeinschaft mit dem AC Taucha. Nach einem 3. Platz in der 2. Bundesliga 2010/11 und dem 1. Platz 2011/12 trat man 2012/13 wieder in der 1. Bundesliga an, aus der man aber direkt abstieg. Nach der Saison 2013/14, in der nur der letzte Platz in der Nordstaffel der 2. Bundesliga erreicht werden konnte, wurde die Wettkampfgemeinschaft aufgelöst. Der KFC trat ab der Zweitligasaison 2014/15 somit wieder als eigenständiger Verein an. Bis zur Auflösung der 2. Bundesliga im Jahr 2017 hielt sich der Verein in der Kampfklasse und tritt seit der Saison 2017/18 in der Regionalliga Mitteldeutschland an.

## Platzierungen
| Platzierungen       | Platzierungen | Platzierungen         | Platzierungen      | Platzierungen |
| ------------------- | ------------- | --------------------- | ------------------ | ------------- |
| 2000/01             | 1. Liga       | 1. Bundesliga Nord    | 9. Platz (von 10)  |               |
| 2001/02             | 1. Liga       | 1. Bundesliga Nord    | 7. Platz (von 10)  |               |
| 2002/03             | 1. Liga       | 1. Bundesliga Nord    | 9. Platz (von 09)  | Abstieg       |
| 2003/04             | 2. Liga       | 2. Bundesliga Ost     | 4. Platz (von 09)  |               |
| 2004/05             | 2. Liga       | 2. Bundesliga Ost     | 4. Platz (von 10)  |               |
| 2005/06             | 2. Liga       | 2. Bundesliga Ost     | 2. Platz (von 10)  | Aufstieg      |
| 2006/07             | 1. Liga       | 1. Bundesliga Nordost | 2. Platz (von 06)  | Zwischenrunde |
| 2007/08             | 1. Liga       | 1. Bundesliga Nord    | 5. Platz (von 08)  | Achtelfinale  |
| 2008/09             | 1. Liga       | 1. Bundesliga Nord    | 7. Platz (von 08)  |               |
| 2009/10             | 1. Liga       | 1. Bundesliga Nord    | 10. Platz (von 10) | Abstieg       |
| WKG Leipzig/Taucha: |               |                       |                    |               |
| 2010/11             | 2. Liga       | 2. Bundesliga Nord    | 3. Platz (von 09)  |               |
| 2011/12             | 2. Liga       | 2. Bundesliga Nord    | 1. Platz (von 10)  | Aufstieg      |
| 2012/13             | 1. Liga       | 1. Bundesliga Nord    | 8. Platz (von 08)  | Abstieg       |
| 2013/14             | 2. Liga       | 2. Bundesliga Nord    |                    |               |

## Bekannte Athleten
- Nico Graf
- Dustin Scherf
- Markus Streicher
- Sven Thiele